# Molí d'en Boscà
El Molí d'en Boscà és una obra de Sant Hilari Sacalm (Selva) inclosa a l'Inventari del Patrimoni Arquitectònic de Catalunya.

## Descripció
Antic molí, situat al costat de la riera d'Osor, poc abans del Km 17 de la carretera que va de Sant Hilari Sacalm a Osor (cal afagar un trencall, que porta a la riera i al molí).
L'edifici consta de planta baixa i pis, i està cobert per una teulada a doble vessant d'uralita.
En l'edifici, la part industrial és la part més pròxima a la riera, i l'habitatge recentment ha estat rehabilitat com a habitatge. Totes les obertures són en arc de llinda, voltejades de maons, excepte un portal en arc de mig punt. Els murs són de maçoneria. A la part industrial, hi ha una llinda amb la data 1826 i un relleu d'una creu. (18 + 26).

## Història
El molí s'esmenta en documents dels anys 1480 i 1562. L'edifici actual, però, fou refet el 1826 tal com s'indica a la inscrició en una llinda.